# Dasypogon magisi
Dasypogon magisi là một loài ruồi trong họ Asilidae. Dasypogon magisi được Tomasovic miêu tả năm 1999. Loài này phân bố ở vùng Cổ Bắc giới và châu Á.